# 中国药理学会
中国药理学会是中华人民共和国药理工作者组成的群众性学术团体，是中国科学技术协会主管的社会团体，1979年（或1985年4月）在四川省成都市成立。